# Фрумкіна Ревека Марківна
Ревека Марківна Фрумкіна (нар. 28 грудня 1931, Москва) —  російський лінгвіст, психолог, есеїст . Науковий співробітник Інституту мовознавства РАН. Автор понад двохсот наукових праць (шість книг російською мовою і дві — на англійській), відповідальний редактор ряду збірників з лінгвістики. Доктор філологічних наук, професор. Постійний автор газети «Троїцький варіант - Наука».

## Біографія
Закінчила із золотою медаллю московську  школу № 175. Навчалася в одному класі з дочками Поскребишева і  Родоса.
Більше десяти років була постійним автором журналу «Знання-сила». З 1982 року видавала збірник «Експериментальна психолінгвістика». З 1967 року понад 20 років у неї вдома збирався науковий семінар.
В 1997 опублікувала книгу мемуарів «Про нас — навскоси» з розповідями про своє покоління. Книга «Крізь асфальт» (2012), що складається з рецензій на книги останніх років, фактично в нарисовому вигляді, епізод за епізодом, відтворює історію російського інтелектуального шару протягом XX століття.

## Книги
- Колір, сенс, схожість. М .: Наука, 1984
- Про нас — навскоси. М .: Російські словники, 1997.
- Всередині історії. Есе. Статті. Мемуарні нариси. М .:  Новий літературний обзор, 2002
- Мені колись, або Обережні поради молодій жінці. М .: Нове видавництво, 2004
- Психолінгвистика. М .: Академія, 2006 (перєїзд. 2008)
- Крізь асфальт. М .: Новий літературний обозор, 2012